# Nikon (Mironov)
Nikon (světským jménem: Oleg Vasiljevič Mironov; * 26. května 1960, Zarečnyj) je ruský duchovní Ruské pravoslavné církve a emeritní biskup kudymkarský a věreščaginský.

## Život
Narodil se 26. května 1960 v sídle Zarečnyj Altajského kraje.
Studoval na účetní škole v Bijsku. Poté dva roky pracoval a od roku 1978 sloužil v řadách Sovětské armády.
Od 1. ledna 1981 do 1. srpna 1982 pracoval v eparchiální dílně na svíčky v Irkutsku. Následně byl referentem eparchiální správy a 24. dubna 1983 jej biskup voroněžský a lipecký Mefodij (Němcov) rukopoložil na diákona. Od roku 1984 dálkově studoval na Moskevském duchovním semináři.
Dne 19. prosince 1984 byl postřižen na monacha se jménem Nikon a 6. ledna 1985 byl rukopoložen na jeromonacha.
Od 1. července 1985 byl sekretářem eparchiální správy a od 20. června 1989 představeným katedrálního chrámu Pokrova přesvaté Bohorodice ve Voroněži s povýšením na archimandritu.
Dne 11. června 1993 jej Svatý synod zvolil biskupem zadonským a vikářem voroněžské eparchie.
Dne 20. července 1993 byl oficiálně jmenován biskupem a o den později proběhla v chrámu Zjevení Páně v Moskvě jeho biskupská chirotonie. Světiteli byli patriarcha moskevský Alexij II., metropolita kyjevský a celé Ukrajiny Volodymyr (Sabodan), metropolita krutický a kolomenský Juvenalij (Pojarkov), metropolita voroněžský a lipecký Mefodij (Němcov), arcibiskup solněčnogorský Sergij (Fomin), biskup orelský a brjanský Paisij (Samčuk), biskup tverský a kašinský Viktor (Olijnyk), biskup istrijský Arsenij (Jepifanov), biskup podolský Viktor (Pjankov), biskup tobolský a ťumeňský Dimitrij (Kapalin), biskup južnosachalinský a kurilský Arkadij (Afonin), biskup zarajský Pavel (Ponomarjov) a biskup chersonésoský Gurij (Šalimov).
Dne 26. února 1994 byl ustanoven biskupem jekatěrinburským a věrchoturským
Roku 1998 ho část kléru a laiků obvinilo z nemorálního chování, zejména z homosexuálních vztahů. Inspekce provedená v dubnu vinu biskupa neprokázala.
Dne 19. července 1999 byl na vlastní žádost a po uznání chyb ve vedení eparchie penzionován. Jako místo pobytu mu byl určen Pskovo-pečerský monastýr.
Od 2. října 2002 byl čestným představeným chrámu Zesnutí přesvaté Bohorodice ve Věšňakách (Moskva).
Dne 29. května 2013 byl Svatým synodem jmenován biskupem dobrjanským a vikářem permské eparchie.
Dne 19. března 2014 se stal biskupem nové kudymkarské eparchie.
Dne 13. dubna 2021 byl ze zdravotních důvodů penzionován. Místem pobytu bylo určeno město Perm.